# Cervelle de canut
Cervelle de canut (doslova tkalcův mozek) nebo také claqueret je francouzská pomazánka pocházející z města Lyon.
Základní surovinou je fromage blanc (druh měkkého čerstvého sýra z kravského nebo kozího mléka, připomínající tvaroh), který se pomocí dřevěné špachtle důkladně našlehá s nadrobno nasekanou šalotkou, zelenými bylinkami (petrželová nať, kerblík třebule, pažitka pobřežní, pelyněk estragon), olivovým olejem a vinným octem, osolí se a opepří, může se také zředit trochou smetany. Vznikne stejnorodá hmota, která se nechá odležet v chladu a podává se s chlebem (obvykle v podobě topinek), vařenými nebo pečenými bramborami a rukolovým nebo pampeliškovým salátem, zapíjí se vínem. Je součástí tradiční lyonské snídaně zvané mâchon (ze slova mâcher – žvýkat).
Za autora receptu je označován šéfkuchař Paul Lacombe z restaurace Léon de Lyon, jemuž za to byla dokonce odhalena pamětní deska, původ pokrmu je však starší. Sahá do 19. století, kdy byl Lyon centrem textilního průmyslu. Tkalci, zvaní v místním nářečí canut, byli velmi špatně placeni a nemohli si kupovat oblíbené jehněčí mozečky, tak je nahrazovali sýrem rozetřeným do podobné konzistence. Podle jiného vysvětlení vznikl název jako výsměch bohatých vrstev vůči tkalcům s „měkkými mozky“ poté, co byla v roce 1834 potlačena jejich velká stávka.